# David Wenham
David Wenham (Sydney, 21 settembre 1965) è un attore australiano.
È noto soprattutto per l'interpretazione di Faramir nella saga Il Signore degli Anelli.

## Biografia
Ha conquistato la popolarità internazionale con il ruolo di Faramir nella trilogia de Il Signore degli Anelli, soprattutto nel secondo e nel terzo episodio. Nel 2004 ha affiancato Hugh Jackman in Van Helsing, nel ruolo del frate Karl. L'anno successivo è nel cast di La proposta e Three Dollars.
Nel 2006 il regista Zack Snyder lo vuole per il kolossal 300, tratto dal graphic novel di Frank Miller sulla Battaglia delle Termopili, in cui interpreta lo spartano Delios, unico sopravvissuto il cui racconto inizia e conclude il film. Riveste i panni di Delios anche in 300 - L'alba di un impero, distribuito nel marzo 2014.
Nel 2008 recita nuovamente al fianco di Hugh Jackman nel kolossal Australia, dove interpreta un ranchero senza scrupoli. Nel 2022 recita in Elvis, film diretto da Baz Luhrmann.

## Vita privata
Ha un fratello e tre sorelle, e ha due figlie, Eliza Jane (2002) e Millie (2008), nate dalla relazione con l'attrice Kate Agnew, con cui è fidanzato dal 1994.

## Filmografia parziale

### Attore

#### Cinema
- Fuga da Absolom (No Escape), regia di Martin Campbell (1994)
- Pazzi per Mozart (Cosi), regia di Mark Joffe (1996)
- Dark City, regia di Alex Proyas (1998)
- Molokai: The Story of Father Damien, regia di Paul Cox (1999)
- Moulin Rouge!, regia di Baz Luhrmann (2001)
- The Bank - Il nemico pubblico n° 1 (The Bank), regia di Robert Connolly (2001)
- Dust, regia di Milčo Mančevski (2001)
- Missione coccodrillo (The Crocodile Hunter: Collision Course), regia di John Stainton (2002)
- Il Signore degli Anelli - Le due torri (The Lord of the Rings: The Two Towers), regia di Peter Jackson (2002)
- Gettin' Square, regia di Jonathan Teplizsky (2003)
- Il Signore degli Anelli - Il ritorno del re (The Lord of the Rings: The Return of the King), regia di Peter Jackson (2003)
- Van Helsing, regia di Stephen Sommers (2004)
- Three Dollars, regia di Robert Connolly (2005)
- La proposta (The Proposition), regia di John Hillcoat (2005)
- 300, regia di Zack Snyder (2007)
- Arsenico e vecchi confetti (Married Life), regia di Ira Sachs (2007)
- The Children of Huang Shi, regia di Roger Spottiswoode (2008)
- Australia, regia di Baz Luhrmann (2008)
- Nemico pubblico - Public Enemies (Public Enemies), regia di Michael Mann (2009)
- La papessa (Pope Joan), regia di Sönke Wortmann (2009)
- Oranges and Sunshine, regia di Jim Loach (2010)
- 300 - L'alba di un impero (300: Rise of an Empire), regia di Noam Murro (2014)
- Paper Planes - Ai confini del cielo (Paper Planes), regia di Robert Connolly (2014)
- Lion - La strada verso casa (Lion), regia di Garth Davis (2016)
- Goldstone - Dove i mondi si scontrano (Goldstone), regia di Ivan Sen (2016)
- Pirati dei Caraibi - La vendetta di Salazar (Pirates of the Caribbean: Dead Men Tell No Tales), regia di Joachim Rønning, Espen Sandberg (2017)
- Elvis, regia di Baz Luhrmann (2022)

#### Televisione
- Top of the Lake - Il mistero del lago (Top of the Lake) – miniserie TV, 6 episodi (2013)
- Iron Fist – serie TV, 13 episodi (2017)
- Lettera al re (The Letter for the King) – miniserie TV, 2 episodi (2020)

### Doppiatore
- Il regno di Ga'Hoole - La leggenda dei guardiani (Legend of the Guardians: The Owls of Ga'Hoole), regia di Zack Snyder (2010)
- Billy il koala (Blinky Bill the Movie), regia di registi vari (2015)
- Peter Rabbit, regia di Will Gluck (2018)
- Peter Rabbit 2 - Un birbante in fuga (Peter Rabbit 2: The Runaway), regia di Will Gluck (2021)

### Regista
- The Turning, segmento Commission (2013)

## Doppiatori italiani
Nelle versioni in italiano delle opere in cui ha recitato, David Wenham è stato doppiato da:
- Francesco Bulckaen ne Il Signore degli Anelli - Le due torri, Il Signore degli Anelli - Il ritorno del re, Missione coccodrillo, Van Helsing, La papessa, Iron Fist, Frammenti di lei
- Francesco Prando in The Bank - Il nemico pubblico n°1, Three Dollars, Lion - La strada verso casa
- Massimo Rossi in Top of the Lake - Il mistero del lago, Lettera al re
- Massimo De Ambrosis in Moulin Rouge!
- Luigi Ferraro in Gettin' Square
- Riccardo Rossi ne La proposta
- Loris Loddi in Australia
- Paolo Marchese in Dust
- Mimmo Mancini in 300
- Francesco Caruso Cardelli in Nemico pubblico - Public Enemies
- Pasquale Anselmo in 300 - L'alba di un impero
- Fabrizio Russotto in Goldstone - Dove i mondi si scontrano
- Mimmo Strati in Pirati dei Caraibi - La vendetta di Salazar
- Vittorio Guerrieri in Elvis

Da doppiatore è sostituito da:
- Nanni Baldini in Peter Rabbit, Peter Rabbit 2 - Un birbante in fuga
- Emiliano Coltorti ne Il regno di Ga'Hoole - La leggenda dei guardiani
- Claudio Moneta in Billy il koala